# Isaac Isaacs
Sir Isaac Alfred Isaacs (Melbourne, 6 agosto 1855 – South Yarra, 11 febbraio 1948) è stato un giudice e politico australiano, governatore generale dell'Australia dal 1931 al 1936. È stato il primo australiano ad esercitare questo alto incarico.

## Biografia
Isaacs nasce a Melbourne, da un sarto ebreo di origini polacche emigrato dalla Gran Bretagna nella città australiana di Victoria dalla Polonia. Quando Isaacs ha quattro anni la famiglia lascia Yackandandah a nord di Victoria per Beechworth. Egli si iscrive nella scuola statale dove per la sua abilità accademica è diventato il leader della sua classe. Dopo aver terminato il liceo egli diventa assistente del professore.
Nel 1875 Isaacs emigra a Melbourne e si impiega nell'ufficio di notariato del dipartimento di legge dell'Università. Nel 1876, mentre lavora a tempo pieno, egli studia legge all'Università e nel 1880 si laurea in legge e ottiene il master nel 1883. Nel 1888 Isaacs sposa Deborah Jacobs con la quale ha due figlie.
Nel 1892 Isaacs viene eletto nelle file dei radicali liberal nel parlamento di Victoria. Nel 1893 egli viene nominato Ministro della Giustizia dello Stato di Victoria. Dal 1893 al 1901 Isaacs continua a rappresentare in parlamento il distretto di Bogong. Nel 1897 egli viene eletto alla convenzione costituzionale e contribuirà alla stesura della costituzione australiana nella quale cercherà di introdurre maggiori principi democratici e l'estensione dei diritti civili.
Nel 1901 Isaacs viene eletto al primo parlamento della storia della federazione australiana come sostenitore critico del premier protezionista Edmund Barton. Durante la sua attività parlamentare Isaacs si distinguerà per le sue idee liberal.
Nel 1905 Isaacs diviene ministro della giustizia del governo guidato da Alfred Deakin, ma immediatamente mostra segni di insofferenza nei rapporti con i suoi colleghi e pertanto nel 1906 il premier lo nomina giudice della Corte Suprema. Isaacs è stato il primo ministro a dimettersi dalla carica parlamentare. All'interno della Corte Suprema Isaacs guida la minoranza radicale che si oppone al capo della corte Sir Samuel Griffith. Egli rimarrà membro della Corte Suprema per ben 24 anni acquisendo la reputazione di dotto radicale e di giudice fuori dal coro.
Nel 1930 il premier laburista James Scullin, nomina il settantacinquenne Isaacs a Presidente della Corte Suprema e poco dopo gli offrirà la carica di Governatore Generale. Tra le proteste dell'opposizione nazionalista e della stampa conservatrice, Scullin si reca a Londra dove chiede al Re Giorgio V di controfirmare la nomina, cosa che il riluttante sovrano farà. Isaacs diverrà così il primo Governatore Generale nato in Australia.
Quando l'economia australiana verrà flagellata dalla Grande depressione Isaacs si autoriduce il salario e conduce il suo ufficio con grande frugalità, dando di sé un'immagine di austera dignità. Egli è stato il primo Governatore Generale a risiedere permanentemente a Canberra.
Nel 1931 il governo laburista cade e viene sostituito dai conservatori del partito dell'Australia Unita del nuovo premier Joseph Lyons. Superata una fase di iniziale imbarazzo tra Isaacs e il partito politico che si era fermamente opposto alla sua nomina, i rapporti tra il Governatore Generale progressista e il governo conservatore si caratterizzano per la grande cortesia e per la scrupolosa osservanza delle regole.
Nel 1936 all'età di 81 anni Isaacs termina il suo mandato ma non esce dalla vita politica, nella quale interverrà frequentemente per dare i suoi pareri, a volte polemici, in dispute costituzionali. Negli anni '40 Isaacs polemizza più volte con la comunità ebraica, alla quale appartiene, sul giudizio da dare alla causa sionista. Pur non essendo particolarmente religioso, Isaacs ritiene che esiste la religione ebraica ma non il popolo ebraico e per questo si oppone strenuamente all'idea della creazione di uno Stato nazionale ebraico in Palestina.
Inoltre Isaacs ritiene che il sionismo sia un movimento nazionalista sleale nei confronti dell'Impero Britannico al quale egli rimane devoto. Quando gli uomini dell'Irgun fanno esplodere l'ala dell'hotel King David che ospita l'alto comando britannico in Palestina, egli scriverà che l'onore degli ebrei del mondo esige la rinuncia alla politica sionista. Isaacs morirà nel febbraio del 1948, quattro mesi prima della nascita dello Stato di Israele.